# Anthidium
Anthidium is een geslacht van vliesvleugelige insecten uit de familie Megachilidae.

## Soorten
- A. abjunctum (Cockerell, 1936)
- A. afghanistanicum Mavromoustakis, 1965
- A. akermani Mavromoustakis, 1937
- A. albitarse Friese, 1917
- A. alsinai Urban, 2001
- A. alticola Tkalcu, 1967
- A. amabile Alfken, 1932
- A. amurense Radoszkowski, 1876
- A. andinum Jörgensen, 1912
- A. anguliventre Morawitz, 1888
- A. anurospilum Moure, 1957
- A. ardens Smith, 1879
- A. armatum Friese, 1917
- A. atricaudum Cockerell, 1926
- A. atripes Cresson, 1879
- A. auritum Klug, 1832
- A. aymara Toro & Rodríguez, 1998
- A. aztecum Cresson, 1878
- A. banningense Cockerell, 1904
- A. banzonis Strand, 1912
- A. barkamense Wu, 1986
- A. basale Pasteels, 1984
- A. bechualandicum Mavromoustakis, 1939
- A. berbericum Pasteels, 1981
- A. bifidum Pasteels, 1969
- A. bischoffi Mavromoustakis, 1954
- A. brevithorace Warncke, 1982
- A. callosum Morawitz, 1875
- A. caspicum Morawitz, 1880
- A. cingulatum Latreille, 1809
- A. clypeodentatum Swenk, 1914
- A. cockerelli Schwarz, 1928
- A. cochimi Snelling, 1992
- A. collectum Huard, 1896
- A. colliguayanum Toro & Rojas, 1970
- A. conciliatum Nurse, 1903
- A. cordiforme Friese, 1922
- A. crassidens Cameron, 1905
- A. cuzcoense Schrottky, 1910
- A. chilense Spinola, 1851
- A. christianseni Mavromoustakis, 1956
- A. chubuti Cockerell, 1910
- A. dalmaticum Mocsáry, 1884
- A. dammersi Cockerell, 1937
- A. danieli Urban, 2001
- A. decaspilum Moure, 1957
- A. deceptum Smith, 1879
- A. deesense Mavromoustakis, 1947
- A. diadema Latreille, 1809
- A. echinatum Klug, 1832
- A. edwardsii Cresson, 1878
- A. edwini Ruiz, 1935
- A. emarginatum (Say, 1824)
- A. eremicum Alfken, 1938
- A. espinosai Ruiz, 1938
- A. falsificum Moure, 1957
- A. flaviventre Friese, 1925
- A. flavolineatum Smith, 1879
- A. flavorufum Pasteels, 1981
- A. flavotarsum Wu, 1982
- A. florentinum (Fabricius, 1775)
- A. formosum Cresson, 1878
- A. friesei Cockerell, 1911
- A. fulviventre Friese, 1917
- A. funereum Schletterer, 1890
- A. furcatum Wu, 2004
- A. garleppi Schrottky, 1910
- A. gayi Spinola, 1851
- A. gratum Morawitz, 1896
- A. gussakovskiji Mavromoustakis, 1939
- A. hallinani Schwarz, 1933
- A. helianthinum Wu, 2004
- A. himalayense Gupta & Simlote, 1995
- A. igori Urban, 2001
- A. illustre Cresson, 1879
- A. impatiens Smith, 1879
- A. incertum Morawitz, 1895
- A. isabelae Urban, 2004
- A. jocosum Cresson, 1878
- A. kashmirense Mavromoustakis, 1937
- A. klapperichi Mavromoustakis, 1965
- A. kryzhanovskii Wu, 1962
- A. kvakicum Mavromoustakis, 1939
- A. laeve Pasteels, 1969
- A. larocai Urban, 1997
- A. latum Schrottky, 1902
- A. loboguerrero Urban, 2004
- A. longstaffi Mavromoustakis, 1948
- A. loti Perris, 1852
- A. luctuosum Gribodo, 1894
- A. luizae Urban, 2001
- A. maculifrons Smith, 1854
- A. maculosum Cresson, 1878

- A. manicatum

Grote wolbij Linnaeus, 1758
- A. masunariae Urban, 2001
- A. modestum Bingham, 1903
- A. montanum Morawitz, 1864
- A. montivagum Cresson, 1878
- A. mormonum Cresson, 1878
- A. nigerrimum Schrottky, 1910
- A. nigroventrale Wu, 1982
- A. niveocinctum Gerstäcker, 1857
- A. nursei Cockerell, 1922
- A. oblongatum

Tweelobbige wolbij (Illiger, 1806)
- A. opacum Friese, 1904
- A. ordinatum Smith, 1879
- A. orizabae Dalla Torre, 1890
- A. paitense Cockerell, 1926
- A. palmarum Cockerell, 1904
- A. pallidiclypeum Jaycox, 1963
- A. palliventre Cresson, 1878
- A. paroselae Cockerell, 1898
- A. penai Moure, 1957
- A. peruvianum Schrottky, 1910
- A. philorum Cockerell, 1910
- A. placitum Cresson, 1879
- A. politum Morawitz, 1895
- A. pontis Cockerell, 1933
- A. porterae Cockerell, 1900
- A. psoraleae Robertson, 1902
- A. pulchellum Klug, 1832
- A. pullatum Morice, 1916
- A. punctatum

Kleine wolbij Latreille, 1809
- A. quetzalcoatli Schwarz, 1933
- A. rafaeli Urban, 2001
- A. reversum Smith, 1854
- A. rodecki Schwarz, 1934
- A. rodriguezi Cockerell, 1912
- A. rotundoscutellare Pasteels, 1984
- A. rotundum Warncke, 1980
- A. rozeni Urban, 2001
- A. rubricans Pasteels, 1984
- A. rubripes Friese, 1908
- A. rubrozonatum Pasteels, 1984
- A. rufitarse Friese, 1917
- A. sanguinicaudum Schwarz, 1933
- A. semicirculare Pasteels, 1985
- A. senile Eversmann, 1852
- A. septemspinosum

Zwartpootwolbij Lepeletier, 1841
- A. sertanicola Moure & Urban, 1964
- A. severini Vachal, 1903
- A. sichuanense Wu, 1992
- A. sikkimense Mavromoustakis, 1937
- A. sinuatellum Pasteels, 1984
- A. soikai Mavromoustakis, 1968
- A. soni Mavromoustakis, 1937
- A. sonorense Cockerell, 1923
- A. spiniventre Friese, 1899
- A. striatum Wu, 2004
- A. subcrenulatum Alfken, 1930
- A. sublustre Warncke, 1982
- A. sudanicum Mavromoustakis, 1945
- A. suphureum Lepeletier, 1841
- A. syriacum Pérez, 1895
- A. taeniatum Latreille, 1809
- A. tarsoi Urban, 2001
- A. taschenbergi Morawitz, 1894
- A. tenuiflorae Cockerell, 1907
- A. tergomarginatum Pasteels, 1981
- A. ternarium Cockerell, 1911
- A. tesselatum Klug, 1832
- A. thomsoni Morawitz, 1894
- A. toro Urban, 2001
- A. undulatiforme Friese, 1917
- A. undulatum Dours, 1873
- A. unicum Morawitz, 1875
- A. utahense Swenk, 1914
- A. venustum Morawitz, 1878
- A. vigintiduopunctatum Friese, 1904
- A. vigintipunctatum Friese, 1908
- A. weyrauchi Schwarz, 1943
- A. wuestneii Mocsáry, 1887
- A. zadaense Wu, 1982